# 都賀村 (千葉県)
都賀村（つがむら）は、かつて千葉県千葉郡に存在していた村である。1937年（昭和12年）2月11日に千葉市に編入され消滅した。

## 歴史
- 1889年（明治22年）4月1日 - 町村制施行に伴い、千葉郡内の西寺山村・萩台村・園生（そんのう）村・高品村・原村・東寺山村・宮野木村・殿台村・小中台村・作草部（さくさべ）村の10箇村が合併して誕生。「10箇村による合併」「新村発足を祝賀する」から「十賀」の意を込めて「都賀」と名付けた[1]。村役場は萩台（現・千葉市稲毛区）に置かれた。
- 1912年（明治45年）- 村内に2つあった尋常小学校（殿台尋常小学校・三和尋常小学校）が統合して、都賀尋常小学校が誕生。
- 1913年（大正2年）- 村役場を作草部に移転。
- 1937年（昭和12年）2月11日 - 蘇我町・都村・検見川町とともに千葉市へ編入され消滅。旧村域は千葉市の大字となる。
- 1938年（昭和13年）4月1日 - 大字を廃止し、旧村域の10の大字は町となる。大字西寺山が改称して源町となる。
- 1945年（昭和20年）7月6日 - 千葉空襲により、都賀出張所が焼失。
- 1992年（平成4年）4月1日 - 千葉市の政令指定都市移行に伴い、概ね旧・萩台村、作草部村、園生村が稲毛区、旧・西寺山村、殿台村、東寺山村、原村、高品村が若葉区、旧・小中台村、宮野木村が稲毛区・花見川区、一部が中央区となる。

### 変遷表
| 1868年 以前 | 1868年 以前 | 1889年 （明治22年） 4月1日 | 1937年 （昭和12年） 2月11日 | 現在   |
| ----------- | ----------- | -------------------------- | --------------------------- | ------ |
|             | 小中台村    | 都賀村                     | 千葉市へ編入                | 千葉市 |
|             | 園生村      | 都賀村                     | 千葉市へ編入                | 千葉市 |
|             | 宮野木村    | 都賀村                     | 千葉市へ編入                | 千葉市 |
|             | 殿台村      | 都賀村                     | 千葉市へ編入                | 千葉市 |
|             | 西寺山村    | 都賀村                     | 千葉市へ編入                | 千葉市 |
|             | 東寺山村    | 都賀村                     | 千葉市へ編入                | 千葉市 |
|             | 萩台村      | 都賀村                     | 千葉市へ編入                | 千葉市 |
|             | 原村        | 都賀村                     | 千葉市へ編入                | 千葉市 |
|             | 作草部村    | 都賀村                     | 千葉市へ編入                | 千葉市 |
|             | 高品村      | 都賀村                     | 千葉市へ編入                | 千葉市 |

## 現在の地名
- 中央区
  - 椿森（一丁目を除く）
  - 東千葉
  - 祐光（祐光町・要町・道場北町だった部分を除く）
- 花見川区
  - 宮野木台（三丁目の一部を除く）
  - 西小中台
- 稲毛区
  - 小中台町[2]
  - 小仲台（稲毛町・黒砂町だった部分を除く）
  - 千草台
  - 作草部町
  - 作草部
  - 宮野木町[3]
  - 天台（穴川町だった部分を除く）
  - 天台町
  - 園生町
  - 柏台（長沼町だった部分を除く）
  - あやめ台
  - 萩台町
- 若葉区
  - 源町（旧西寺山）
  - みつわ台
  - 殿台町
  - 高品町
  - 東寺山町
  - 原町
  - 都賀（貝塚町だった部分を除く）
  - 西都賀（貝塚町・若松町だった部分を除く）
  - 都賀の台

## 都賀について
当時の都賀村は現在の稲毛区から若葉区にかけての広大な地域にまたがり、村役場が置かれる等、村の中心地域であったのは現在の稲毛区作草部および作草部町であった。現在もここに千葉市立都賀小学校や千葉市立都賀中学校が所在する。
現在では「都賀地区」とは若葉区のJR総武本線と千葉都市モノレールの都賀駅周辺を指すが、この駅名は総武本線都賀駅の前身である都賀信号所が設置された1912年（大正元年）当時、その所在地が都賀村に属していたことによるものであるが、都賀村の中では東北端に当たり、村の中心部からは離れていた。村の中心部の作草部へは1963年（昭和38年）の移転前の千葉駅だったが、現在では千葉都市モノレールの作草部駅が最寄りとなる。

## 経済

### 産業
農業
『大日本篤農家名鑑』によれば、都賀村の篤農家は「岩佐要蔵、石橋要治、海寶亀多、黒子清太郎、豊田康之允、萩原顕之允、豊田光太郎」などがいた。農業を営む人物は「石橋善左衛門、石橋與吉」などがいた。

## 教育
- 村立都賀尋常高等小学校（現・千葉市立都賀小学校）
  - 第一分教場（旧・三和尋常小学校　現・千葉市立園生小学校）
  - 第二分教場→東寺山分校（昭和37年に閉鎖）

## 名残
- 村の中心地だった作草部町に千葉市立都賀中学校・千葉市立都賀小学校が存在する。
- 若葉区源町（旧・都賀村西寺山）に「西寺山」というバス停が存在する。
- JR都賀駅周辺には都賀・西都賀・都賀の台という地名がある。

## 行政

### 郡会議員
4年ごとに選出され、都賀村の定員は1人。
- 湯浅浅右衛門（明治32年）
- 石橋善三郎（明治36年）
- 松本善太郎（明治40年）
- 宍倉清蔵（明治44年）
- 湯浅覚蔵（大正4年）
- 湯浅宣蔵（大正8年）

### 歴代村長
- 石橋善三郎（初代村長・千葉郡会議員）
- 湯浅浅右衛門（二代目村長・千葉郡会議員）
- 萩原顕之亟（三代目村長）
- 湯浅覚蔵（四代目村長・千葉郡会議員）
- 石橋庸治（五代目村長）
- 笠原正亮（六代目村長）
- 黒子清太郎（七代目村長）